# Salsette
Salsette (साष्टी) (portuguès: Salsete, marathi: Sashti साष्टी) és una illa de Maharashtra on estan situades Bombai (Mumbai) i Thane o Thana. L'illa per població és la 14a del món. i en la seva configuració actual es va formar per la unió de diverses illes més petites gruant el segle xix i XX. Limita al nord pel riu Ulhas, a l'est pel Thane i el port de Bombai i al sud i oest per la mar d'Aràbia. Bombai es troba a una península (abans illa) a la part sud, i els suburbis cobreixen quasi tota la resta de l'illa. Dins d'aquesta hi ha el Borivali National Park o Sanjay Gandhi National Park. La ciutat de Thane es troba al nord-est de l'illa, a la vora del riu Thane. La major part de l'illa forma part de la municipalitat de Mumbai constituïda en dos districtes: Mumbai Ciutat i Mumbai Suburbis; la resta de l'illa (la part nord) queda dins el districte de Thane que s'estén cap al continent. A l'illa hi ha tres llacs rellevants: Powai, Tulsi i Vihar; els rius i rierols a destacar són el Mithi (Mahim), Oshiwara i Dahisar, tots originats al parc nacional i desaiguant a la mar d'Aràbia; l'antic rierol de Sion ja no existeix. A la costa oest hi ha diverses platges i la més coneguda la de Girgaum-Chowpatty; altres són la de Dadar, la de Juhu, la de Mahim, la de Gorai, la de Manori i la de Worli.

## Història
El nom natiu Sasashti (abreujat a Sashti) vol dir "Setze pobles". Hauria estat poblada inicialment per gen originària de la regió de Sasashti a Goa, i van donar a l'illa el nom del seu territori d'origen. De les set illes del grup, Salsette era la principal, mentre la de Bombai estava al sud separada només per un riu, el Mahim. les set illes originals eren Mahim, Bombai, Mazagaon, Parel, Colaba, Petita Colaba i Sion). L'illa de Trombay estava al sud-est però les seves terres es van ajuntar al continent. A les illes es van trobar 109 coves budistes destacant la de Kanheri, estant datades vers el segle ii. Diverses dinasties hindús van regir la zona a l'edat mitjana, la darrera la dels silahares o silhares, fins que el 1343 fou annexionada al sultanat de Gujarat.
El 1534 els portuguesos van ocupar l'illa al sultà Bahadur Shah Gujarati i li van dir Salsete; fou part d'un districte portuguès governat des de Baçaim (després Bassein, moderna Vasai). El 1667 les set illes foren cedides per Portugal a Anglaterra com a part de la dot de Caterina de Bragança en el seu matrimoni amb el rei Carles II d'Anglaterra. Però finalment els portuguesos van discutir els termes del tractat i no van entregar l'illa encara que si Bombai i les altres menors. Així Salsete va romandre en mans portugueses. Carles II va cedir l'illa de Bombai i les altres a la Companyia Anglesa de les Índies Orientals el 1668 per deu lliures l'any. La companyia es va establir a l'illa de Bombai i va trobar un port natural convenient i fondo a la part oriental de l'illa. la població de Bombai va passar dels vers deu mil habitants que tenia el 1661 a 60.000 el 1675. El 1687 el quarter general de la Companyia, que era a Surat, fou transferit a Bombai.
El 1737 Salsette fou ocupada pels marathes i la major part del districte portuguès del nord fou cedit al peshwa maratha el 1739. Els britànics van ocupar Salsette el desembre de 1774 que els fou reconeguda pel tractat de Salbai el 1782. En aquest any el governador de la presidència de Bombai, William Hornby, va iniciar el projecte per connectar les illes. L'anomenat Hornby Vellard fou el primer projecte d'enginyeria d'aquesta obra, i va començar el 1784 tot i l'oposició dels directors de la Companyia; el seu cost es va estimar en 100.000 rupies; el projecta va tenir el seu moment de glòria a partir del 1817 i el 1845 les set illes estaven ja connectades i van formar la Vella Bombai amb 435 km². Ferrocarrils i carreteres es van construir al llarg del segle i es va començar a connectar Bombai amb Salsette i aquesta amb el continent. El 1901 Salsette era considerat el Gran Bombai en oposició al Vell Bombai. La superfície mesurada de Salsette el 1901 era de 637 km² i llavors hi havia tres ciutats: Bandra (22.075 habitants), Thana (16.011), i Kurla (14.831) i 128 pobles incloent Vesava que passava de cinc mil habitants; la població el 1901 era de 146.933 habitants (deu anys abans eren 126.518). La unió amb l'illa de Bombai es va produir a l'inici del segle xx quan els canals que separaven Bombai i Trombay de Salsette foren coberts.